# Evangelische Kirche Oberwalgern

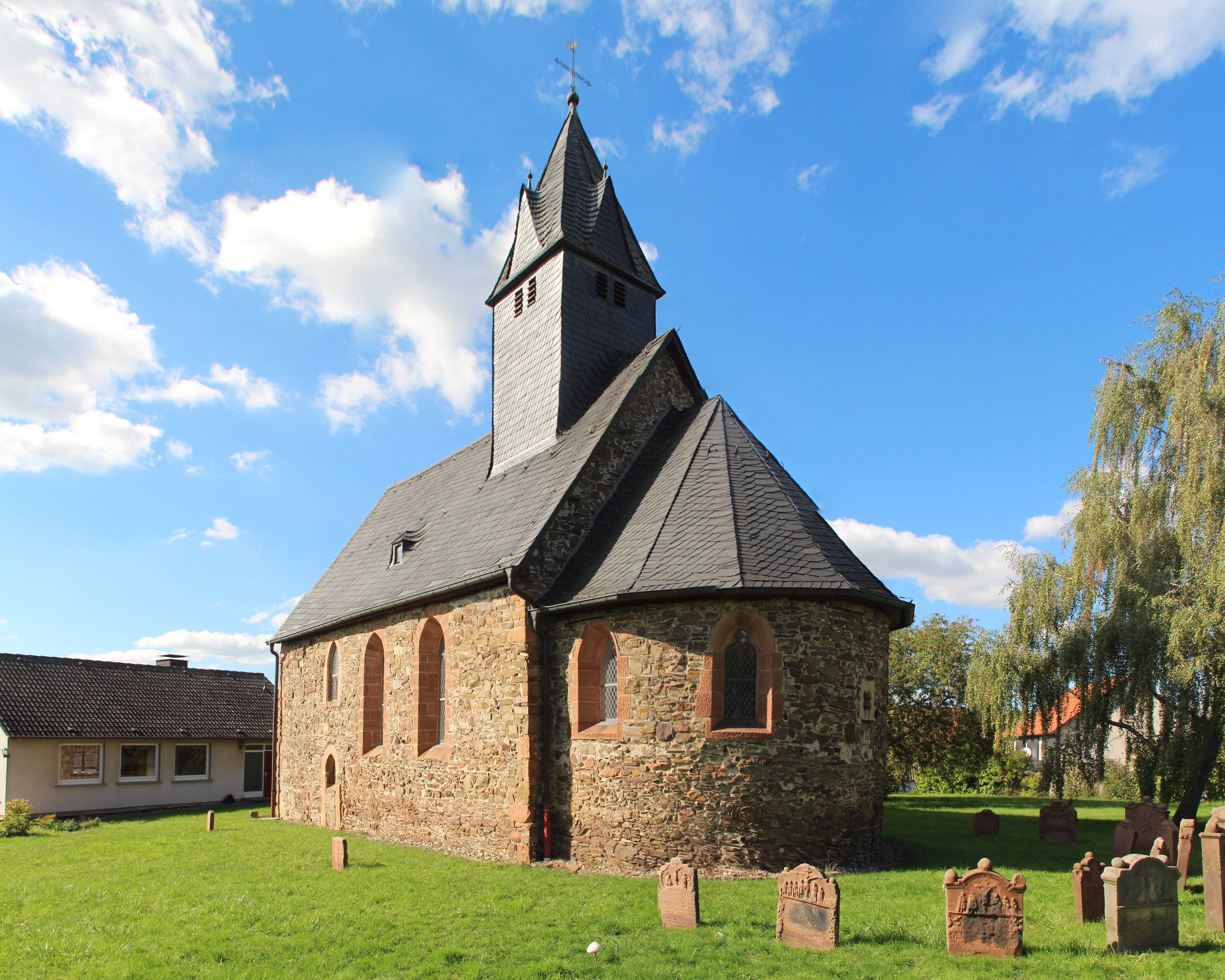
Kirche von Südosten

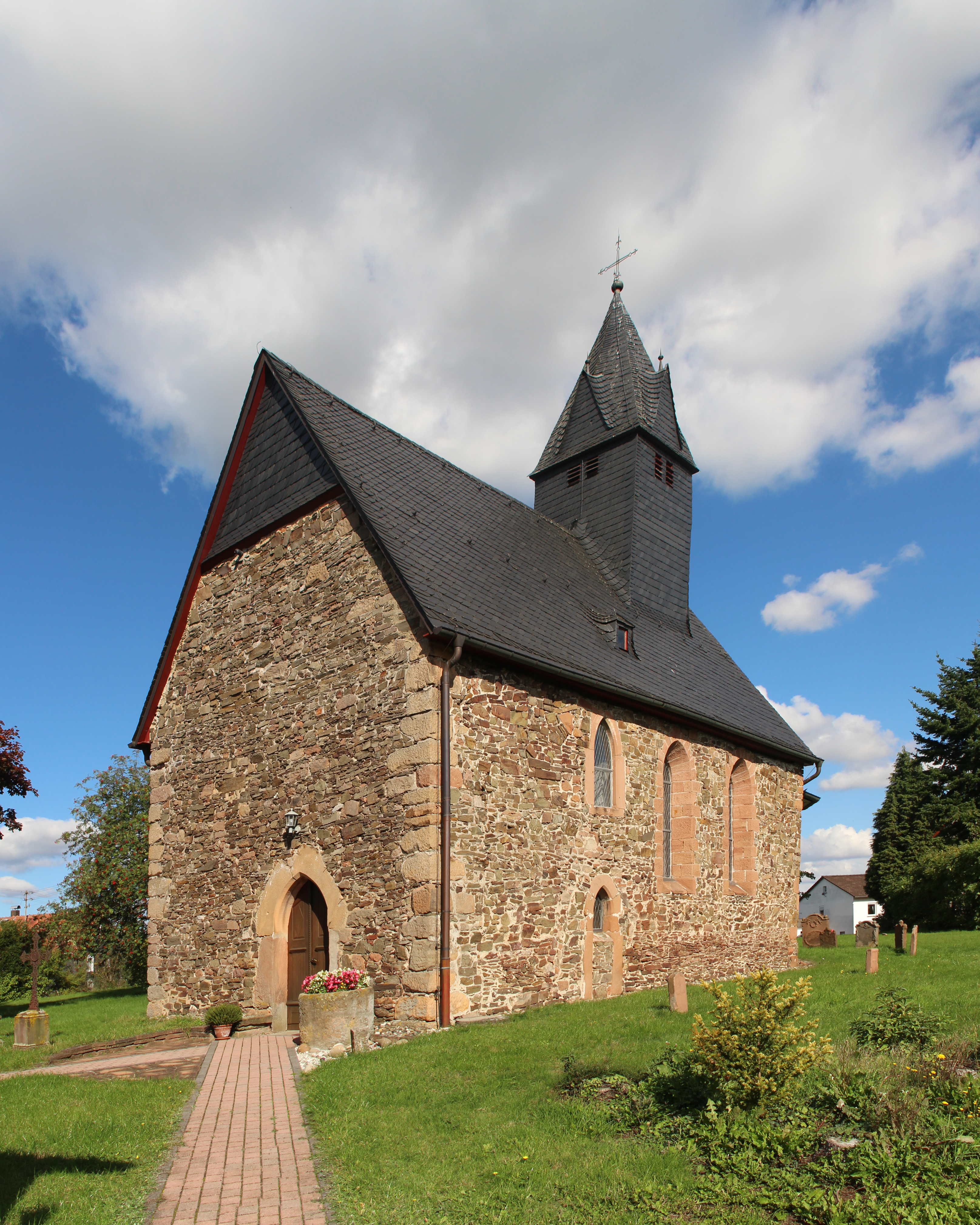
Blick von Südwesten

Die Evangelische Kirche in Oberwalgern, einem Ortsteil der Großgemeinde Fronhausen im hessischen Landkreis Marburg-Biedenkopf, ist eine im Kern romanische Saalkirche, die um 1500 und 1900 verändert wurde. Die Kirche ist hessisches Kulturdenkmal.

## Geschichte
In Oberwalgern ist für das Jahr 1238 ein Pleban nachgewiesen. Im Jahr 1577 wurden Holzhausen und im Jahr 1613 Stedebach nach Oberwalgern eingepfarrt. Ab 1604 wurde die Pfarrkirche von Fronhausen versorgt. Der Ort gehörte im Sendbezirk Oberweimar Dekanat Amöneburg von St. Stephan im Bistum Mainz.
Um 1500 wurde die Kirche im Stil der Spätgotik verändert, wovon die spitzbogigen Fenster und Portale mit Gewänden aus rotem Sandstein Zeugnis ablegen. Mit Einführung der Reformation (wahrscheinlich 1527) wechselte die Kirchengemeinde zum evangelischen Bekenntnis. Im Jahr 1630 war Oberwalgern eine Pfarrei und seit 1661 Vikariat von Niederwalgern. Um 1900 erfolgte ein weiterer Umbau der Kirche, 1957 eine Renovierung, bei der die barocken Brüstungsmalereien freigelegt wurden.
Der Kirchengemeinde Niederwalgern-Oberwalgern sind die Orte Holzhausen und Stedebach zugeordnet, die über keine eigenen Kirchengebäude verfügen. Die Gemeinde gehört im Kirchenkreis Marburg zur Evangelischen Kirche von Kurhessen-Waldeck.

## Architektur

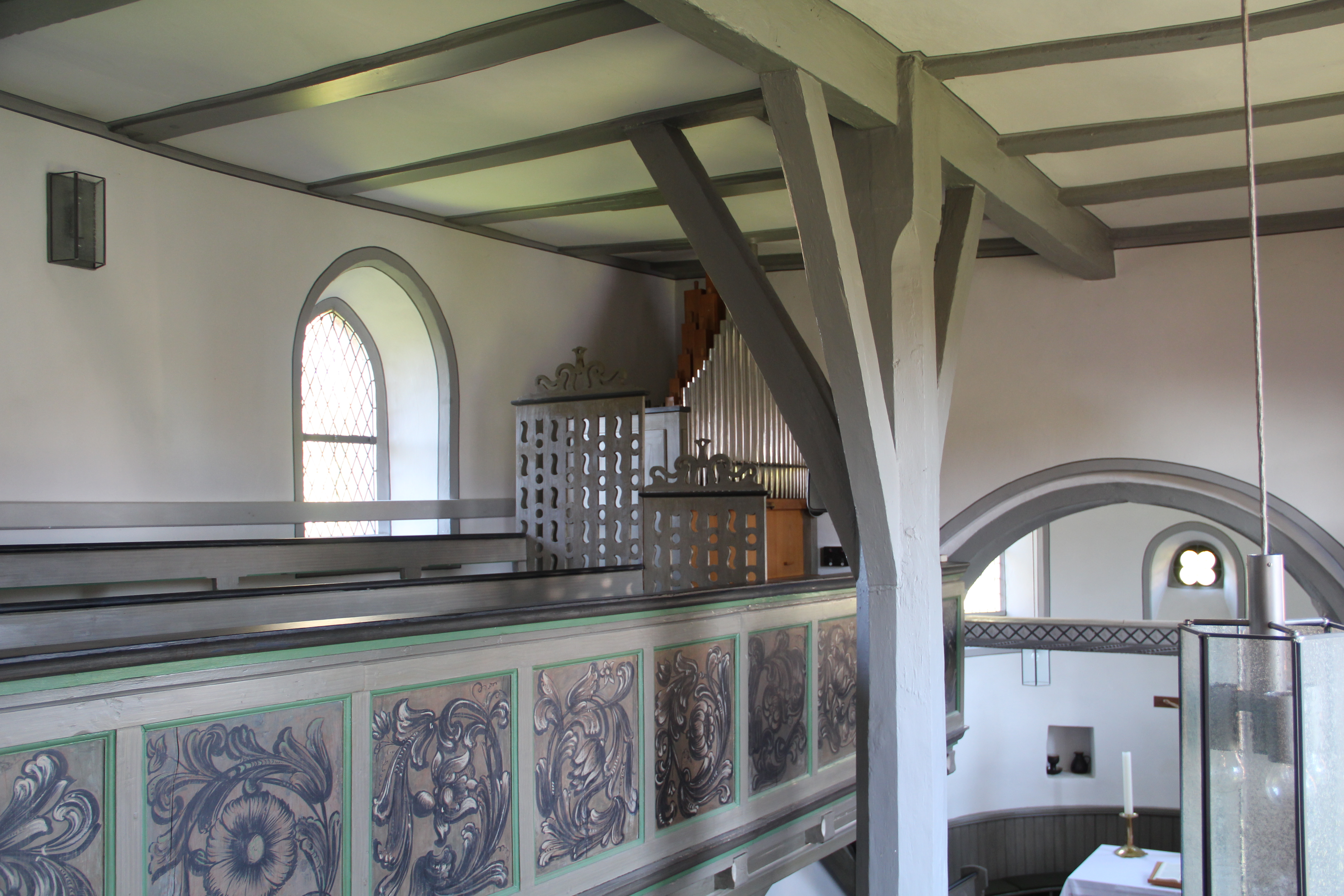
Innenraum

Die geostete Kirche ist aus unverputztem Bruchsteinmauerwerk aus Grauwacke mit Eckquaderung aus Sandstein im Norden des alten Dorfkerns errichtet. Sie steht inmitten eines umfriedeten Kirchhofs, dessen romanische Mauern noch teilweise erhalten sind. Auf ihm stehen einige Grabsteine des 18. Jahrhunderts aus rotem Sandstein. Die Saalkirche hat eine halbrunde Apsis. Dem Satteldach sind an jeder Seite eine kleine Gaube und im Osten ein Dachreiter aufgesetzt. Portale und Fenster haben Gewände aus rotem Sandstein.
Das Langhaus auf rechteckigem Grundriss wird an der südlichen Langseite durch zwei große und ein kleines hochsitzendes Spitzbogenfenster und an der Nordseite durch drei kleine hochsitzende Spitzbogenfenster aus gotischer Zeit belichtet. An der Südseite ist ein vermauertes Gewände eines schmalen, spitzbogigen Portals zu sehen, in dessen Spitze ein kleines Fenster eingelassen ist. Mittig in die Nordseite ist ein kleines tiefsitzendes rechteckiges Fenster mit Gewände eingebrochen, das von einem runden Zierbogen umschlossen wird. Die Kirche wird durch ein spitzbogiges Westportal erschlossen, dessen Gewände im Spitzbogen gefast ist. Die fensterlose Westseite ist in der Giebelspitze verschiefert. Der vierseitige Dachreiter im Osten des Satteldachs ist vollständig verschiefert. In jeder Seite des Schafts sind zwei kleine rechteckige Schallöffnungen angebracht. Der oktogonale Spitzhelm entwickelt sich aus vier Dreiecksgiebeln, denen eine kleine Spitze aufgesetzt ist, die eine Gaube andeutet. Der Helm wird von einem Turmknauf, einem schmiedeeisernen Kreuz und einem vergoldeten Wetterhahn bekrönt.
Die eingezogene Apsis ist niedriger als das Langhaus und wird von einem verschieferten Walmdach bedeckt. Der Altarraum wird durch vier Spitzbogenfenster mit Dreipassbogen belichtet. Im Scheitel der Apsis ist ein kleiner Vierpass in hellem Sandstein eingelassen.

## Ausstattung

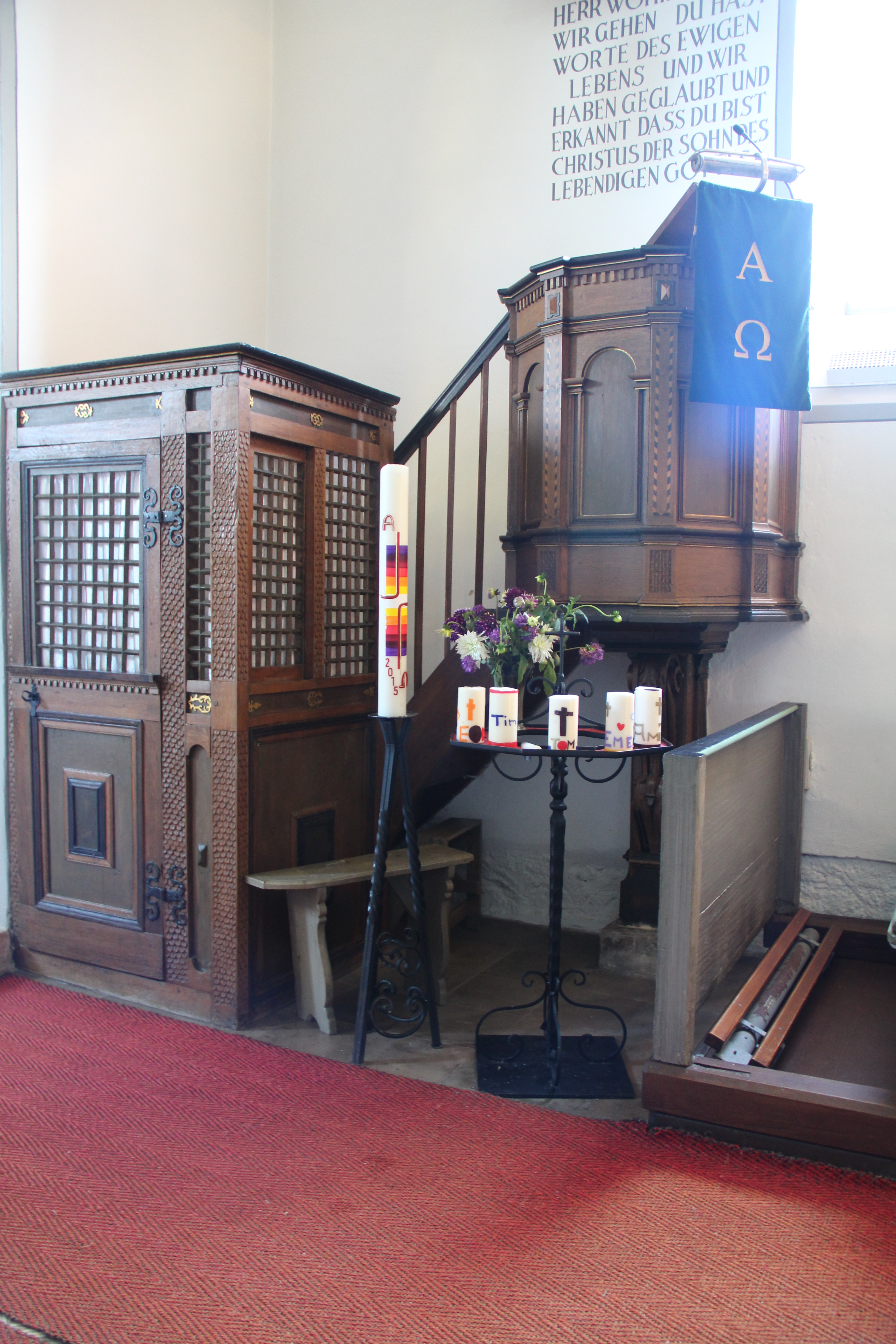
Kanzel mit Pfarrstuhl

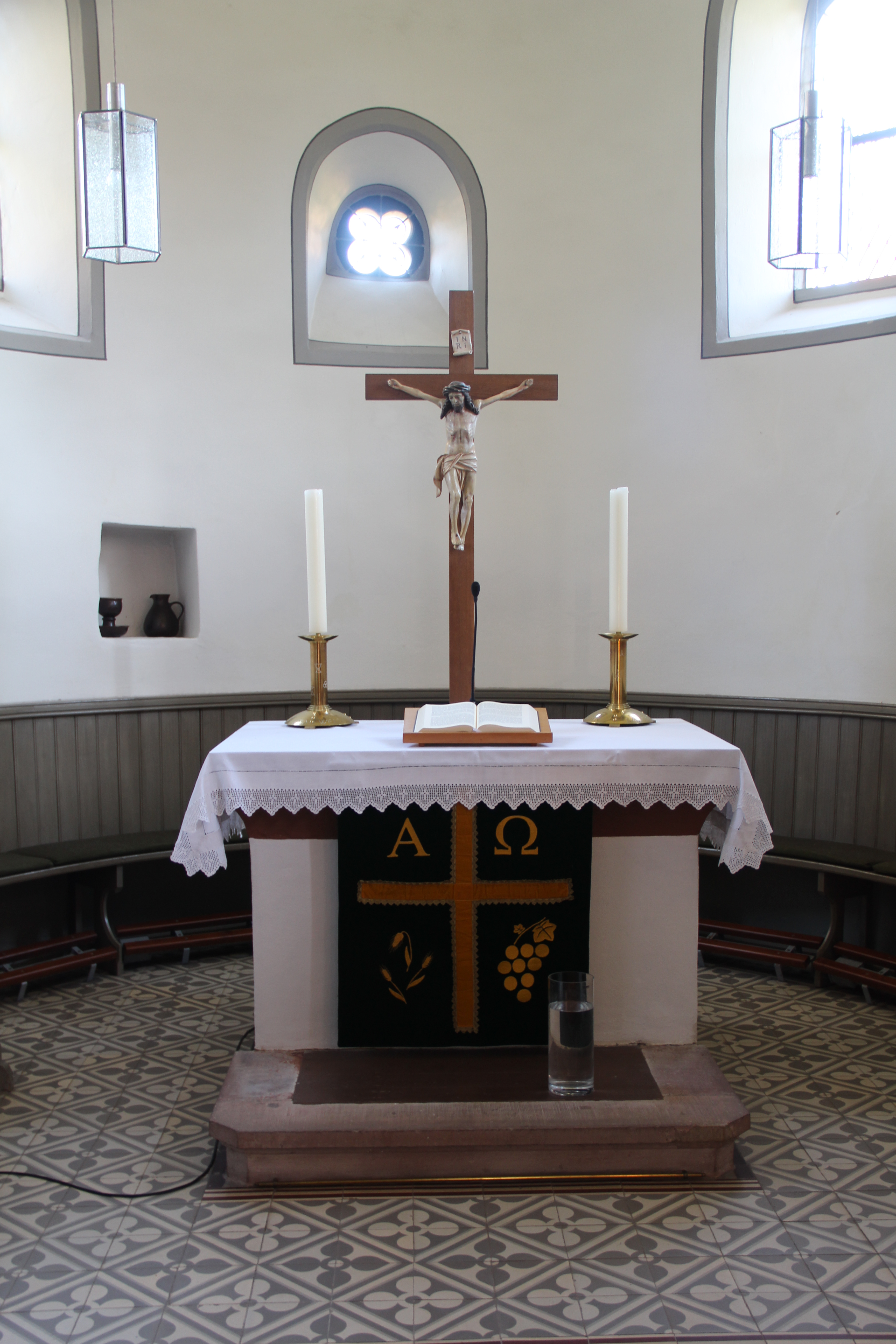
Altar

Das Langhaus wird von einer Flachdecke mit Längsunterzug abgeschlossen, der von drei achteckigen Holzpfosten mit schlichten Kopfbändern gestützt wird. An der West- und Nordseite ist eine hölzerne, gestaffelte Winkelempore eingebaut, die an der Südwand nochmals abknickt. Sie ruht auf achteckigen Holzpfosten mit Kopfbändern, von denen einer mit der Jahreszahl 1600 bezeichnet ist. Die Emporenbrüstung hat kassettierte Füllungen, die im Westen zwei Bibelworte und Füllung mit ornamentalen Ranken und Blumen und im Norden nur Ranken mit Blumen zeigen. Die barocken Malereien wurden bei einer Innenrenovierung im Jahr 1957 freigelegt. Oben am Emporenaufgang erinnert eine Gedenktafel an die Soldaten aus Oberwalgern, Holzhausen, Stedebach und Etzelmühle, die in drei Kriegen des 19. Jahrhunderts (1814/1815, 1849, 1870/1871) gefallen sind. Die Schrifttafel zwischen zwei Pilastern mit Architrav wird von einem großen Oval mit einem gemalten Lorbeerkranz umschlossen.
Ein großer Rundbogen öffnet den Chor zum Langhaus. Im Bereich der Kämpfer ist ein hölzerner Sturzbalken eingefügt, der mit geschnitzten Rauten und Lochreihen verziert ist. Der Chor ist um eine Stufe erhöht und mit quadratischen Fliesen belegt, die abwechselnd in Schwarz und Weiß kreuzförmige Vierpässe zeigen. In der Ostwand ist eine quadratische Nische eingelassen, in der Nordwand des Chors eine Sakramentsnische mit Segmentbogen aus spätgotischer Zeit. Darüber sind vergoldete Wappen angebracht. Auf dem Blockaltar, der von einer Platte über Schräge bedeckt wird, steht ein barockes hölzernes Kruzifix des Dreinageltypus, das im 18. Jahrhundert gefertigt wurde.
Die holzgeschnitzte, polygonale Kanzel vor dem südlichen Chorbogen ruht auf einem Wandpfeiler mit Volute, der auf einem viereckigen Steinsockel steht. Die Kanzelfelder haben Rundbogenfelder, die durch Pilaster gegliedert werden, die mit Intarsien verziert sind. Der obere, profilierte Gesimskranz hat einen Zahnschnittfries. Der polygonale Schalldeckel mit umlaufendem Zahnschnittfries ist profiliert und trägt als Inschrift den Psalmvers aus Ps 51,17 . Zwischen Kanzelkorb und Schalldeckel ist an der Südwand das Bibelwort aus Joh 6,68–69  zu lesen. Der Kanzelaufgang ist über den angeschlossenen Pfarrstuhl zugänglich. Er hat unten kassettierte Füllungen, oben durchbrochenes Gitterwerk. Die Lisenen weisen Schuppenmuster auf und der obere Gesimskranz einen Zahnschnittfries wie beim Schalldeckel.
Vor dem Westportal steht ein großes rundes steinernes Taufbecken, das wahrscheinlich aus gotischer Zeit stammt.

## Orgel

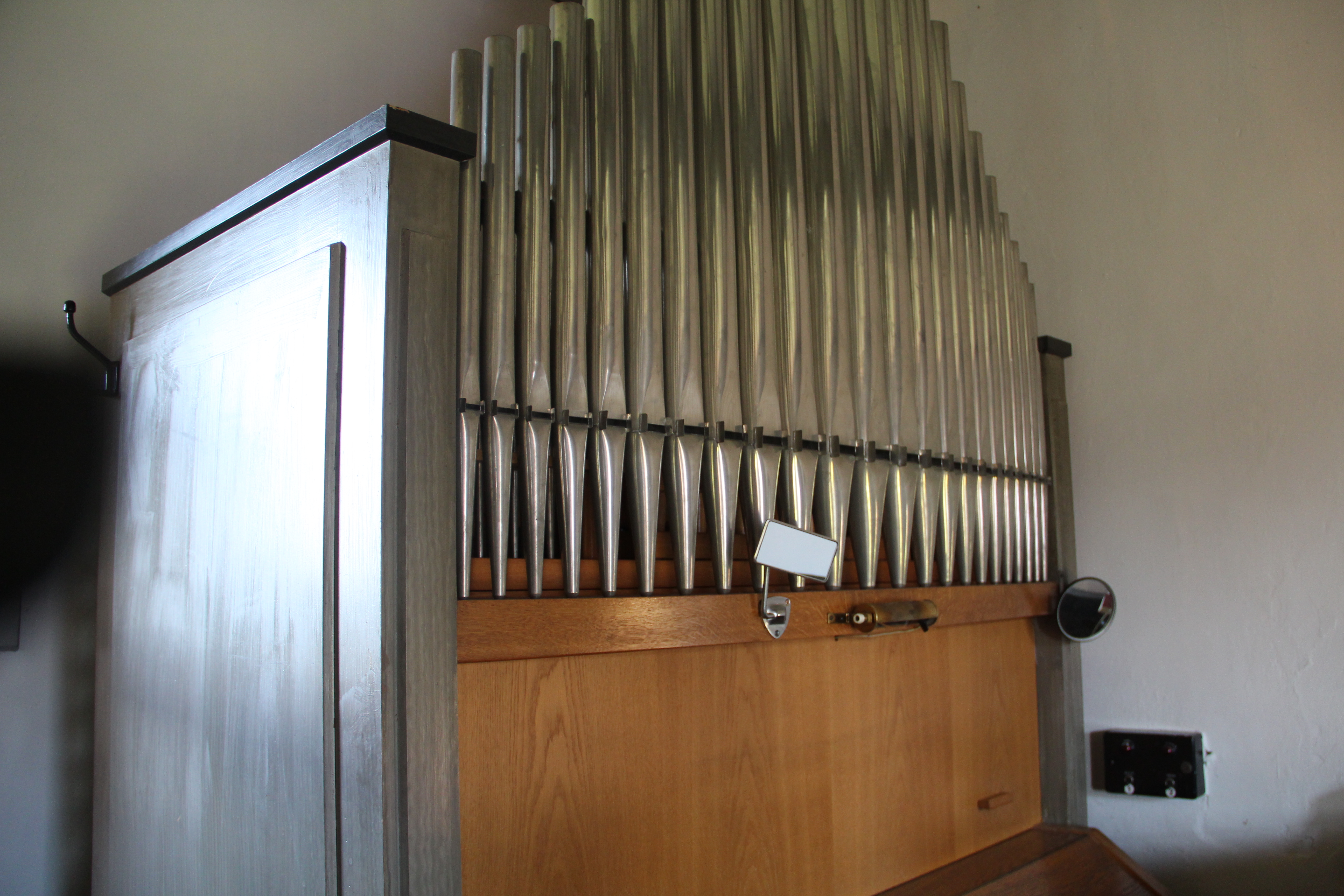
Bosch-Orgel von 1962

In den Jahren 1801/1802 baute Johann Caspar Ruetz für Oberwalgern eine neue Orgel, einer seiner wenigen Neubauten. Das heutige kleine Positiv aus dem Jahr 1932 stammt von Werner Bosch. Das Instrument ist im Osten der Nordempore aufgestellt und verfügt über vier Register auf einem Manual. Das Pedal ist angehängt.
| I Manual C–f3 |       |
| Gedackt       | 8′    |
| Prinzipal     | 4′    |
| Blockflöte    | 2′    |
| Mixtur III    | 1 ⁄3′ |

| Pedal C–c1 |
| angehängt  |